# Nuoto in acque libere ai campionati mondiali di nuoto 2011 - 25 km maschili
La gara dei 25 km in acque libere maschile ai campionati mondiali di nuoto 2011 si è svolta la mattina del 23 luglio 2011 nel mare di fronte a Jinshan City Beach, la spiaggia del distretto di Jinshan, di Shanghai, in Cina, vi hanno partecipato 29 atleti.

## Medaglie
| Posizione | Atleta            | Paese    |
| --------- | ----------------- | -------- |
| Oro       | Petar Stoychev    | Bulgaria |
| Argento   | Vladimir Dyatchin | Russia   |
| Bronzo    | Csaba Gercsák     | Ungheria |

## Risultati
| Pos. | Atleta                      | Nazionalità | Tempo     |
| ---- | --------------------------- | ----------- | --------- |
|      | Petar Stoychev              | Bulgaria    | 5:10:39.8 |
|      | Vladimir Dyatchin           | Russia      | 5:11:15.6 |
|      | Csaba Gercsák               | Ungheria    | 5:11:18.1 |
| 4    | Francisco Jose Hervas Jodar | Spagna      | 5:11:20.4 |
| 5    | Trent Grimsey               | Australia   | 5:11:28.2 |
| 6    | Allan do Carmo              | Brasile     | 5:11:32.2 |
| 7    | Vasily Boykov               | Russia      | 5:11:36.3 |
| 8    | Joanes Hedel                | Francia     | 5:13:03.1 |
| 9    | Yuri Kudinov                | Kazakistan  | 5:13:08.6 |
| 10   | Libor Smolka                | Rep. Ceca   | 5:13:20.1 |
| 11   | Bertrand Venturi            | Francia     | 5:13:26.9 |
| 12   | Erwin Maldonado             | Venezuela   | 5:14:03.5 |
| 13   | Guillermo Bertola           | Argentina   | 5:14:29.9 |
| 14   | Simon Tobin                 | Canada      | 5:19:43.1 |
| 15   | Xavier Desharnais           | Canada      | 5:20:44.2 |
| 16   | Samuel de Bona              | Brasile     | 5:27:38.1 |
| 17   | Han Lidu                    | Cina        | 5:32:02.1 |
| 18   | Gabriel Villagoiz           | Argentina   | 5:37:25.9 |
| 19   | Weng Jingwei                | Cina        | 5:47:16.0 |
| –    | Josip Soldo                 | Croazia     | dnf       |
| –    | Valerio Cleri               | Italia      | dnf       |
| –    | Rok Kerin                   | Slovenia    | dnf       |
| –    | Tomislav Soldo              | Croazia     | dnf       |
| –    | Rostislav Vitek             | Rep. Ceca   | dnf       |
| –    | Gergely Kutasi              | Ungheria    | dnf       |
| –    | Angel Moreira               | Venezuela   | dnf       |
| –    | Codie Grimsey               | Australia   | dnf       |
| –    | Edoardo Stochino            | Italia      | dnf       |
| –    | Benjamin Konschak           | Germania    | dnf       |
| –    | Tom Vangeneugden            | Belgio      | dns       |
| –    | Islam Mohsen                | Egitto      | dns       |
| –    | Alex Meyer                  | Stati Uniti | dns       |
| –    | Brian Ryckeman              | Belgio      | dns       |
| –    | Mazen Mohamed Aziz          | Egitto      | dns       |
| –    | Thomas Lurz                 | Germania    | dns       |